# 臘
臘（ろう・﨟）とは、仏教において僧侶が比丘としての具足戒を受けてからの年数を数える単位。夏臘（げろう）・法臘（ほうろう）・戒臘（かいろう）・法歳（ほうさい）とも書く。

## 概要
臘とは本来、中国において冬至の後の第三の戌の日（臘日）に行なう、猟の獲物を先祖百神に供える祭り（臘祭）の意味であるが、  比丘の生活では1年を90日に及ぶ夏安居（げあんご）の期間が終わった7月15日をもって締めていたため、夏安居を終えた回数を臘と称し、その多少によって寺内における長幼の秩序が定められた。具足戒は通常20歳以上に対して認められていたが、日本の天台宗では具足戒ではなく20歳未満でも認められる戒壇での円戒からの年数を臘と称し、本来20歳以上離れている筈の臘と実年齢（世寿）の差が20よりも下の例も珍しくなかった。特に最上位の臘を持つ者を極臘（ごくろう）・一臘などと称して崇敬を集めた。